# Monophlebus illigeri
Monophlebus illigeri är en insektsart som beskrevs av John Obadiah Westwood 1845. Monophlebus illigeri ingår i släktet Monophlebus och familjen pärlsköldlöss. Inga underarter finns listade i Catalogue of Life.